# Jesús fill d'Ananies
Jesús fill d'Ananies va ser un profeta carismàtic que l'any 62 anava per tot Jerusalem anunciant la destrucció de la ciutat i també del Temple per part de l'emperador Tit. L'historiador Flavi Josep, l'única font que en parla, diu que era un home rústic i plebeu, fill d'Ananies.
Quatre anys abans de la destrucció del Temple i quan la ciutat estava en pau, durant unes festes religioses va començar a cridar de sobte, parlant sobre la destrucció de la ciutat i la mort dels hebreus. Davant de la sort contrària que anunciava el profeta, molts dels habitants el van agafar i el van colpejar salvatgement, però seguia cridant el mateix missatge. Jesús no es va defensar ni queixar, tan sols repetia el crit de malaurança contra la ciutat. Conduït davant del procurador romà Albí, després d'assotar-lo, el va deixar anar per boig. Repetia el seu lament pels carrers de Jerusalem i els dies de festa cridava més fort. No van entendre les seves paraules fins que pel maig de l'any 70 les legions romanes van encerclar la ciutat. Jesús va acostar-se a les muralles i va dir: «Ai de tu, ciutat!, ai de tu, poble!». I va afegir: «Ai de mi, també!». Llavors un projectil que havien llençat contra la muralla el fa tocar de ple i el va matar.